# A Onda dos Sonhos
Blue Crush (no Brasil e em Portugal: A Onda dos Sonhos) é um filme de drama romântico de 2002, produzido pela Universal Studios e Imagine Entertainment e dirigido por John Stockwell. Baseado em um artigo "Life's Swell" de Susan Orlean para a revista Outside, e estrelado por Kate Bosworth, Michelle Rodriguez, Sanoe Lake, e Mika Boorem, o filme conta a história de três amigas surfistas que vivem na North Shore do Havaí.
Uma sequência em 2011, Blue Crush 2, com um novo elenco e outra história, foi lançado diretamente em vídeo.

## Enredo
Nada consegue ficar entre Anne Marie (Kate Bosworth) e sua prancha de surfe. Ligada nos esportes, ela vive próximo à praia e divide um apartamento com outras três amigas, incluindo sua irmã mais nova rebelde. Todo dia, Anne Marie acorda bem cedo para surfar e conta os dias para a chegada do Pipe Masters, o campeonato de surfe em que foi convidada para participar. Enquanto o campeonato continua longe, ela continua trabalhando em um hotel como camareira, na intenção de pagar suas contas. É lá que conhece Matt Tolman (Matthew Davis), por quem aos poucos se apaixona e começa a perder a concentração pelo surfe.

## Elenco
- Kate Bosworth como Anne Marie Chadwick
  - Coco Ho como jovem Anne Marie Chadwick
- Matthew Davis como Matt Tollman
- Michelle Rodriguez como Eden
- Sanoe Lake como Lena
- Mika Boorem como Penny Chadwick
- Faizon Love como Leslie

### Aparições de surfistas da vida real
- Keala Kennelly
- Carol Anne Philips
- Coco Ho
- Rochelle Ballard
- Layne Beachley
- Megan Abubo
- Brian Keaulana
- Tom Carroll
- Jamie O'Brien
- Bruce Irons
- Makua Rothman

## Influência
Embora Blue Crush retrata o calor das mulheres no Concurso Pipeline, isso não existia no momento do lançamento do filme. Apesar da Lei de Igualdade de Oportunidades na Educação de Patsy Mink conhecida como Titre IX, ainda não havia lugar para mulheres surfistas para competirem. Isso mudou em março de 2005, quando o Banzai Pipeline finalmente abriu a competição para as mulheres.

## Trilha sonora
1. "If I Could Fall In Love" (4:23) – Lenny Kravitz
2. "Rock Star (Jason Nevins Remix Edit)" (Jason Nevins Remix Edit)]] (3:50) – N.E.R.D
3. "Party Hard" (4:00) – Beenie Man
4. "Cruel Summer (Blestenation Mix)" (5:13) – Blestenation
5. "Big Love" (3:48) – Chicken Josh Debear (rap/vocals)
6. "Daybreaker" (3:54) – Beth Orton
7. "Everybody Got Their Something" (4:22) – Nikka Costa
8. "Front To Back (Fatboy Slim Remix)" (3:53) – Playgroup
9. "And Be Loved" (3:02) – Damian Marley
10. "Destiny" (5:40) – Zero 7
11. "Firesuite" (4:37) – Doves
12. "Youth of the Nation" – P.O.D.
13. "Alive" – P.O.D.

## Recepção

### Resposta crítica
O filme recebeu críticas mistas a positivas de críticos.
O Rotten Tomatoes classificou 61% das críticas de 142 críticos como positivas, com o consenso do site de que "as sequências de surf são emocionantes, mas o enredo é bastante esquecível e banal". Metacritic deu ao filme uma pontuação de 61 com base em 33 revisões, indicando "revisões geralmente favoráveis".
Em seu programa semanal de recapitulação de filmes, Roger Ebert e Richard Roeper deram ao filme 3/4 estrelas.

## Bilheteria
O filme estreou em 3,002 cinemas nos Estados Unidos em 18 de agosto de 2002. O filme arrecadou US$14,169,455 milhões de dólares e ficou em 3º lugar naquele fim de semana de abertura. Ele faturou US$40,4 milhões nos EUA, e um total de US$51,843,679 milhões em todo o mundo. Estimativa de orçamento do filme foi de US$25 milhões. O filme recebeu críticas mistas e positivas.
Blue Crush foi o primeiro filme a usar a Lei 221 do Havaí, um incentivo tributário local progressivo que exigia um crédito tributário estadual de 100% para investimentos em alta tecnologia, atendendo aos requisitos de negócios qualificados de alta tecnologia, além de permitir que investidores locais recebessem créditos tributários para investimentos em produções de cinema ou televisão. Universal Studios usou a legislação para a produção de Blue Crush, recebendo aproximadamente US$16 milhões em um acordo com investidores locais que, em troca, receberam os créditos fiscais de alta tecnologia do filme. O acordo também envolvia direitos de marketing para o Hawaii Visitors and Convention Bureau pelo qual o estúdio promoveria o filme e o Estado do Havaí. Executiva de entretenimento April Masini, que ajudou a produzir Baywatch Hawaii, Pacific Blue, e o concurso Miss Universo, trouxe os incentivos fiscais à atenção da Universal Studios, e, juntamente com o produtor Adam Fields, aconselharam o estado em suas negociações.

## Televisão
Em outubro de 2017, a NBC estava desenvolvendo uma adaptação televisiva do filme.

## Prêmios
- 2 indicações ao MTV Movie Awards, nas seguintes categorias: Melhor Revelação Feminina (Kate Bosworth) e Melhor Equipe (Kate Bosworth, Michelle Rodriguez e Sanoe Lake).